# Tribal Thunder
Tribal Thunder är ett musikalbum av Dick Dale som gavs ut 1993 av skivbolaget Hightone Records. Till skillnad från de flesta av Dales 1960-talsalbum som ofta innehöll flera låtar med sång är albumet med undantag av en låt helt instrumentalt. 

## Låtlista
(låtar utan angiven upphovsman av Dick Dale)
1. "Nitro" – 3:19
2. "The New Victor" – 2:48
3. "Esperanza" – 3:52
4. "Shredded Heat" – 2:45
5. "Trail of Tears" – 4:52
6. "Caravan" (Duke Ellington, Juan Tizol)– 4:47
7. "The Eliminator" – 2:25
8. "Speardance" – 5:37
9. "Hot Links: Caterpillar Crawl/Rumble" (Joel Scott Hill, Ron Lynch/Link Wray, Mark Grant)– 5:59
10. "The Long Ride" – 3:57
11. "Tribal Thunder" – 6:21
12. "Misirlou" (akustisk version) – 2:29 (står ej nämnd på omslaget)